# Imanol García de Albéniz
Imanol García de Albéniz Crecente (Gallarta, 8 giugno 2000) è un calciatore spagnolo, difensore dell'FC Andorra in prestito dallo Sparta Praga.

## Carriera

### Club
Cresciuto nel settore giovanile dell'Athletic Bilbao, nel 2018 è stato assegnato al Baskonia, società satellite del Bilbao militante nella quarta divisione spagnola. L'anno successivo ha debuttato con il Bilbao Athletic, squadra riserve del club basco. Il 1º luglio 2021 è stato ceduto in prestito al Mirandés, con cui ha esordito in Segunda División il 16 agosto seguente, disputando l'incontro pareggiato 0-0 contro il Malaga. Il 14 luglio 2022 è passato in prestito all'Eibar, altro club della seconda divisione spagnola. Nella stagione 2023-2024 ha giocato 9 partite nella prima divisione spagnola con l'Athletic Bilbao, con cui ha vinto anche la coppa nazionale spagnola. In seguito si è trasferito nella prima divisione ceca allo Sparta Praga.

### Nazionale
Ha giocato nella selezione basca.

## Statistiche

### Presenze e reti nei club
Statistiche aggiornate al 5 dicembre 2022.
| Stagione               | Squadra                | Campionato             | Campionato | Campionato | Coppe nazionali | Coppe nazionali | Coppe nazionali | Coppe continentali | Coppe continentali | Coppe continentali | Altre coppe | Altre coppe | Altre coppe | Totale | Totale |
| Stagione               | Squadra                | Comp                   | Pres       | Reti       | Comp            | Pres            | Reti            | Comp               | Pres               | Reti               | Comp        | Pres        | Reti        | Pres   | Reti   |
| ---------------------- | ---------------------- | ---------------------- | ---------- | ---------- | --------------- | --------------- | --------------- | ------------------ | ------------------ | ------------------ | ----------- | ----------- | ----------- | ------ | ------ |
| 2018-2019              | Baskonia               | TD                     | 37         | 1          |                 | -               | -               |                    | -                  | -                  |             | -           | -           | 37     | 1      |
| 2019-2020              | Bilbao Athletic        | SDB                    | 20+1       | 1+0        |                 | -               | -               |                    | -                  | -                  |             | -           | -           | 21     | 1      |
| 2020-2021              | Bilbao Athletic        | SDB                    | 18+8       | 0+1        |                 | -               | -               |                    | -                  | -                  |             | -           | -           | 26     | 1      |
| Totale Bilbao Athletic | Totale Bilbao Athletic | Totale Bilbao Athletic | 38+9       | 1+1        |                 | -               | -               |                    | -                  | -                  |             | -           | -           | 47     | 2      |
| 2021-2022              | Mirandés               | SD                     | 34         | 2          | CR              | 0               | 0               |                    | -                  | -                  |             | -           | -           | 34     | 2      |
| 2022-2023              | Eibar                  | SD                     | 17         | 0          | CR              | 1               | 0               |                    | -                  | -                  |             | -           | -           | 18     | 0      |
| Totale carriera        | Totale carriera        | Totale carriera        | 135        | 5          |                 | 1               | 0               |                    | -                  | -                  |             | -           | -           | 136    | 5      |

## Palmarès
- Coppa di Spagna: 1

Athletic Bilbao: 2023-2024